# جورج مارتن (مهندس)
جورج مارتن (بالفرنسية: Georges Martin)‏ هو مهندس فرنسي، ولد في 14 مارس 1930 في La Ferté-Alais ‏ في فرنسا، وتوفي في 29 يوليو 2017 في Les Sables-d'Olonne ‏ في فرنسا.